# Selección de baloncesto de India

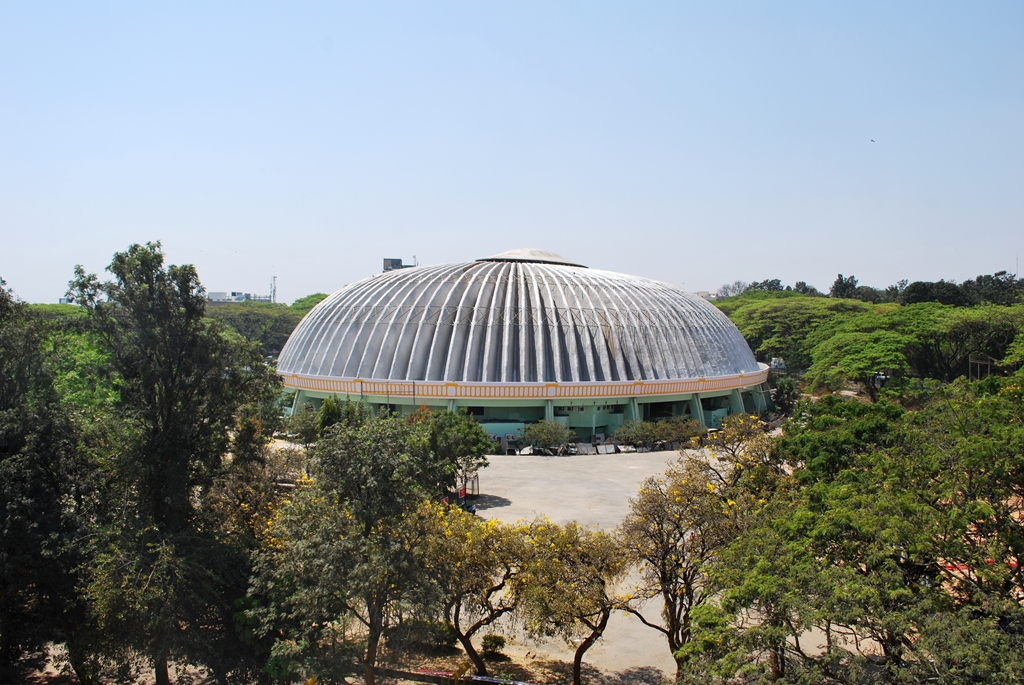
El Kanteerava Indoor Stadium fue la sede del Campeonato SABA en 2015 y 2016 y es la sede de la selección de India.

La selección de baloncesto de India es el equipo formado por jugadores de nacionalidad india que representa a la Federación de Baloncesto de India en las competiciones internacionales organizadas por la Federación Internacional de Baloncesto (FIBA) o el Comité Olímpico Internacional (COI): los Juegos Olímpicos, la Copa Mundial de Baloncesto y el Campeonato FIBA Asia.

## Historia
Fue creada en el año 1936 y es una de las naciones fundadoras de FIBA Asia,  siendo de las selecciones con más historia en Asia al participar en más de 25 ocasiones en el Campeonato FIBA Asia y estar entre las mejores 5 naciones en la clasificación histórica del torneo.
También ha sido campeón de los Juegos del Sudeste Asiático, así como el título en los Juegos de la Lusofonía de 2014 al vencer en la final a Angola como país invitado al torneo. También ha participado en los Juegos Olímpicos de Moscú 1980 debido al boicot hecho por algunas naciones de América en donde perdió sus ocho partidos.
El logro más importante del equipo es haberle ganado a China en el Campeonato FIBA Asia 2015 celebrado en China por 7 puntos, el cual es catalogado como el mayor triunfo en la historia del baloncesto de la India.

## Historial

### Copa Mundial
Resultado General: No ocupa puesto
| Copa Mundial de Baloncesto |
| --- |
| - 1950: No calificó - 1954: No calificó - 1959: No calificó - 1963: No calificó - 1967: No calificó - 1970: No calificó - 1974: No calificó - 1978: No calificó - 1982: No calificó - 1986: No calificó - 1990: No calificó - 1994: No calificó - 1998: No calificó - 2002: No calificó - 2006: No calificó - 2010: No calificó - 2014: No calificó - 2019: No calificó - 2023: No calificó - 2027: TBD |

### Juegos Olímpicos
| Baloncesto en los Juegos Olímpicos |
| --- |
| - Berlín 1936: No calificó - Londres 1948: No calificó - Helsinki 1952: No calificó - Melbourne 1956: No calificó - Roma 1960: No calificó - Tokio 1964: No calificó - México 1968: No calificó - Múnich 1972: No calificó - Montreal 1976: No calificó - Moscú 1980: 12° Lugar - Los Ángeles 1984: No calificó - Seúl 1988: No calificó - Barcelona 1992: No calificó - Atlanta 1996: No calificó - Sídney 2000: No calificó - Atenas 2004: No calificó - Pekín 2008: No calificó - Londres 2012: No calificó - Río 2016: No calificó - Tokio 2020: No calificó - París 2024: No calificó |

### Campeonato FIBA Asia
| Campeonato FIBA Asia | Campeonato FIBA Asia | Campeonato FIBA Asia | Campeonato FIBA Asia | Campeonato FIBA Asia | Campeonato FIBA Asia |
| -------------------- | -------------------- | -------------------- | -------------------- | -------------------- | -------------------- |
| - 1960: No calificó  |                      | - 1983: 6° Lugar     |                      | - 2005: 12° Lugar    |                      |
| - 1963: No calificó  |                      | - 1985: 10° Lugar    |                      | - 2007: 15° Lugar    |                      |
| - 1965: 7° Lugar     |                      | - 1987: 6° Lugar     |                      | - 2009: 13° Lugar    |                      |
| - 1967: 6° Lugar     |                      | - 1989: 6° Lugar     |                      | - 2011: 14° Lugar    |                      |
| - 1969: 5° Lugar     |                      | - 1991: 13° Lugar    |                      | - 2013: 11° Lugar    |                      |
| - 1971: 6° Lugar     |                      | - 1993: No calificó  |                      | - 2015: 8° Lugar     |                      |
| - 1973: 6° Lugar     |                      | - 1995: 13° Lugar    |                      | - 2017: 14° Lugar    |                      |
| - 1975: 4° Lugar     |                      | - 1997: 11° Lugar    |                      | - 2022: 16° Lugar    |                      |
| - 1977: 7° Lugar     |                      | - 1999: No calificó  |                      | - 2025: ?            |                      |
| - 1979: 5° Lugar     |                      | - 2001: 8° Lugar     |                      |                      |                      |
| - 1981: 5° Lugar     |                      | - 2003: 8° Lugar     |                      |                      |                      |

## Palmarés
- Juegos del Sudeste Asiático:
  -   Campeón (4): 1987, 1991, 1995, 2019
  -  Subcampeón (1): 2010

- Campeonato del Sudeste Asiático:
  -   Campeón (6): 2002, 2014, 2015, 2016, 2017, 2021

- Juegos de la Lusofonía:
  -   Campeón (1): 2014

### Videos
- India v Japan - Group B - Game Highlights - 2015 FIBA Asia Championship Youtube.com video

- Datos: Q2414139
- Multimedia: India men's national basketball team / Q2414139